# اسپنسر چارترز
اسپنسر چارترز (انگلیسی: Spencer Charters; ۲۵ مارس ۱۸۷۵ – ۲۵ ژانویهٔ ۱۹۴۳) بازیگر اهل ایالات متحده آمریکا بود. وی بین سال‌های ۱۹۱۰ تا ۱۹۴۳ میلادی فعالیت می‌کرد.
از فیلم‌ها یا برنامه‌های تلویزیونی که وی در آن نقش داشته است، می‌توان به ستاره‌ای انتخاب کن، آقای لینکلن جوان، بانوی برچسب خورده، توفند، زن، گوژپشت نتردام، کلاغ سیاه، طبل‌ها با چرخش پا، جاده تنباکو، دیوانه سینما، مریلند و بزن‌بکوب! اشاره کرد.

## زندگی‌نامه
چارترز در دانکنن، پنسیلوانیا متولد شد. تا حدود سال ۱۸۹۰ او به عنوان یک ماشین‌کار برای Chesapeake Nail Works در هریسبورگ، پنسیلوانیا کار می‌کرد و علاقه چندانی به بازیگری نداشت. او به زودی پس از ترک مدرسه با یک قطعه پیاده‌روی روی صحنه ظاهر شد، اما طولی نکشید که نقش‌هایی در اندازه مناسب به او داده شد. او بین سال‌های ۱۹۱۰ تا ۱۹۲۹ در برادوی بازی کرد و در دهه‌های ۱۹۳۰ و اوایل دهه ۱۹۴۰ یک بازیگر پرکار در فیلم‌ها بود. او اغلب قضات، پزشکان، کارمندان، مدیران و زندانبانان تا حدودی گیج شده را به تصویر می‌کشید.